# Verwaltungsverband Rosenbach
Der Verwaltungsverband Rosenbach war ein Verwaltungsverband im Freistaat Sachsen im Vogtlandkreis westlich von Plauen. Verwaltungsverbände sind Körperschaften des öffentlichen Rechts, dem die zugehörigen Gemeinden freiwillig verschiedene Verwaltungsaufgaben übertragen haben. Mitgliedsgemeinden waren
1. Leubnitz
2. Mehltheuer
3. Syrau

Der Verwaltungsverband bestand von 1994 bis zu der zum 1. Januar 2011 erfolgten Fusion der beteiligten Gemeinden zur Gemeinde Rosenbach/Vogtl. Sitz der Verwaltung war Mehltheuer.